# Borittier
Borittier ist der Name einer kurzlebigen französischen Automobilmarke.
Im Laufe des Jahres 1899 entstand in Mayet (Département Sarthe) eine unbekannte Anzahl leichter Automobile.
Diese Voiturettes waren offene Zweisitzer mit dem Motor im Heck. Hersteller des kleinen Einzylinder-Triebwerks war der Marktführer De Dion-Bouton. Dieser Motor war 1893 mit 137 cm³ Hubraum und 0,5 PS auf dem Markt erschienen. Mit einer Drehzahl von 1500/min. - die dreifache des Motors von Carl Benz - galt er als „schnelllaufend“. Die Ausführung von Anfang 1899 leistete bereits 2,75 PS, hatte einen abnehmbaren, wassergekühlten Zylinderkopf und einen luftgekühlten Motorblock. Das Einlassventil arbeitete automatisch (mit atmosphärischem Druck), das Auslassventil mechanisch. Die Kraft wurde mit einem Riemen auf die Hinterachse übertragen.
Der Borittier erschien etwa zur gleichen Zeit wie die wesentlich bekanntere Voiturette mit Vis-à-vis-Karosserie von De Dion-Bouton, für die der gleiche Motor verwendet wurde.
Im Laufe der langen Produktionszeit des Motors von 1893 bis 1913 wurde er von rund 140 Unternehmen im In- und Ausland verwendet.